# Avellinói András
Avellinói András (latin: Andreas Avellinus) vagy egyházi nevén Avellinói Szent András (Castronuovo, Nápolyi Királyság, 1521. – Nápoly, 1608. november 10.) itáliai szerzetes.

## Életrajza

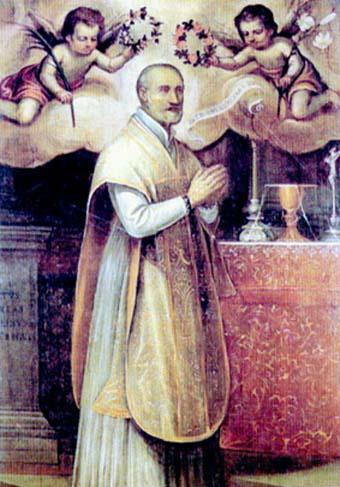
Avellino Szent András

A Nápolyi Királyság területén született 1521-ben. 1545-ben szentelték pappá. Nápolyban jogi doktor lett mindkét jogból, majd egy ideig a nápolyi érsekségen volt ügyvéd.
1551-ben rábízták egy apácakolostor reformját, 1556-ban emiatt egy bérgyilkos súlyosan megsebesítette. Felgyógyulása után, 1557 szeptember végén belépett a teatinus rendbe. 1558. január 25-én le is tette szerzetesi fogadalmait azon kiegészítésekkel, hogy állandóan meg fogja tagadni a saját akaratát, és szüntelenül a tökéletességre fog törekedni. 
1560-ban a nápolyi rendház újoncmestere lett. Növendékei közé tartozott Lorenzo Scupoli is, aki „Lelki harc” címen foglalta könyvbe alázatosságról szóló tanítását, mely különösen döntő hatással volt a 17. század lelki életi irányára, s melyben összekapcsolódik az aszketika és a misztika.
1566-ban házfőnök lett, majd 1570-ben az új milánói rendház vezetőjévé választották, hamarosan ó lett egész Milánó legkeresettebb lelki vezetője. Borromeo Szent Károly is nagyon tisztelte. 
1571-ben áthelyezték Piacenzába házfőnöknek. 1582-től haláláig Nápolyban volt elöljáró; a védőszentjéről elnevezett nápolyi apácarend alapítója. Tevékenysége Nápoly vallási életére nagy hatással volt.
Leveleit két kötetben, egyéb írásait öt kötetben adták ki 1731–1734 között. 
Boldoggá avatása 1624-ben, szentté avatása 1712-ben volt. 
A készületlen haláltól való megmenekülés kegyelméért és agyvérzéskor szoktak hozzá fordulni, ünnepe november 10-én van.